# Estádio DY Patil
DY Patil Stadium é um estádio de críquete e futebol localizado na cidade de Nova Bombaim, no estado de Maharashtra, na Índia. O estádio possui esse nome em homenagem à Dnyandeo Yashwantrao Patil, antigo professor e governador do estado de Bengala Ocidental.
Foi inaugurado oficialmente em 4 de Março de 2008, sendo desde então o estádio oficial do Mumbai City, clube da cidade de Mumbai e da Superliga Indiana.
No dia 20 de dezembro do mesmo ano, recebeu a final da primeira edição da Superliga entre os clubes Kerala Blasters e o Atlético de Kolkata, tendo recebido também em 2010.